# 埼玉県道・群馬県道416号利根川自転車道線

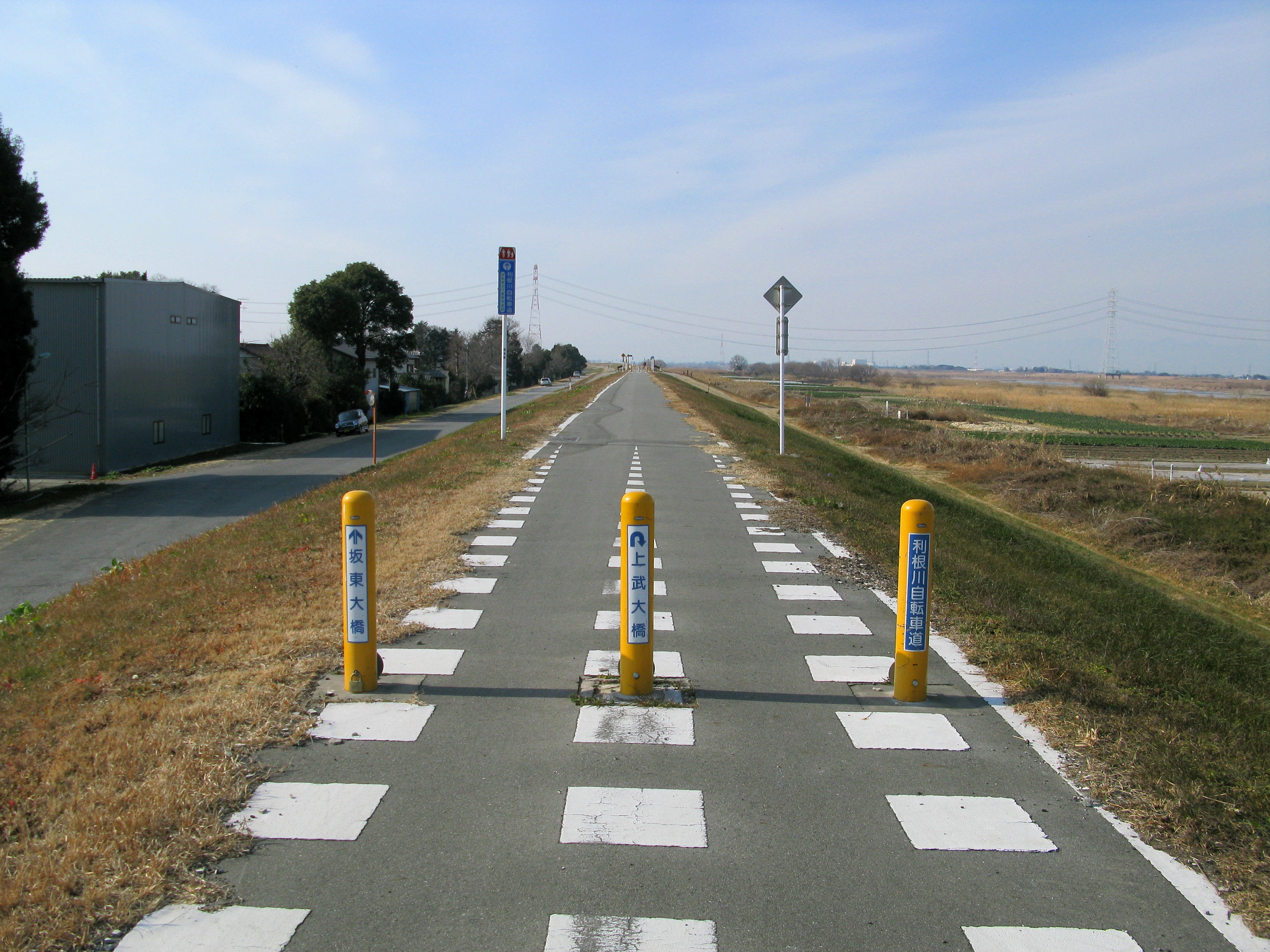
深谷市中瀬地区（2012年1月）

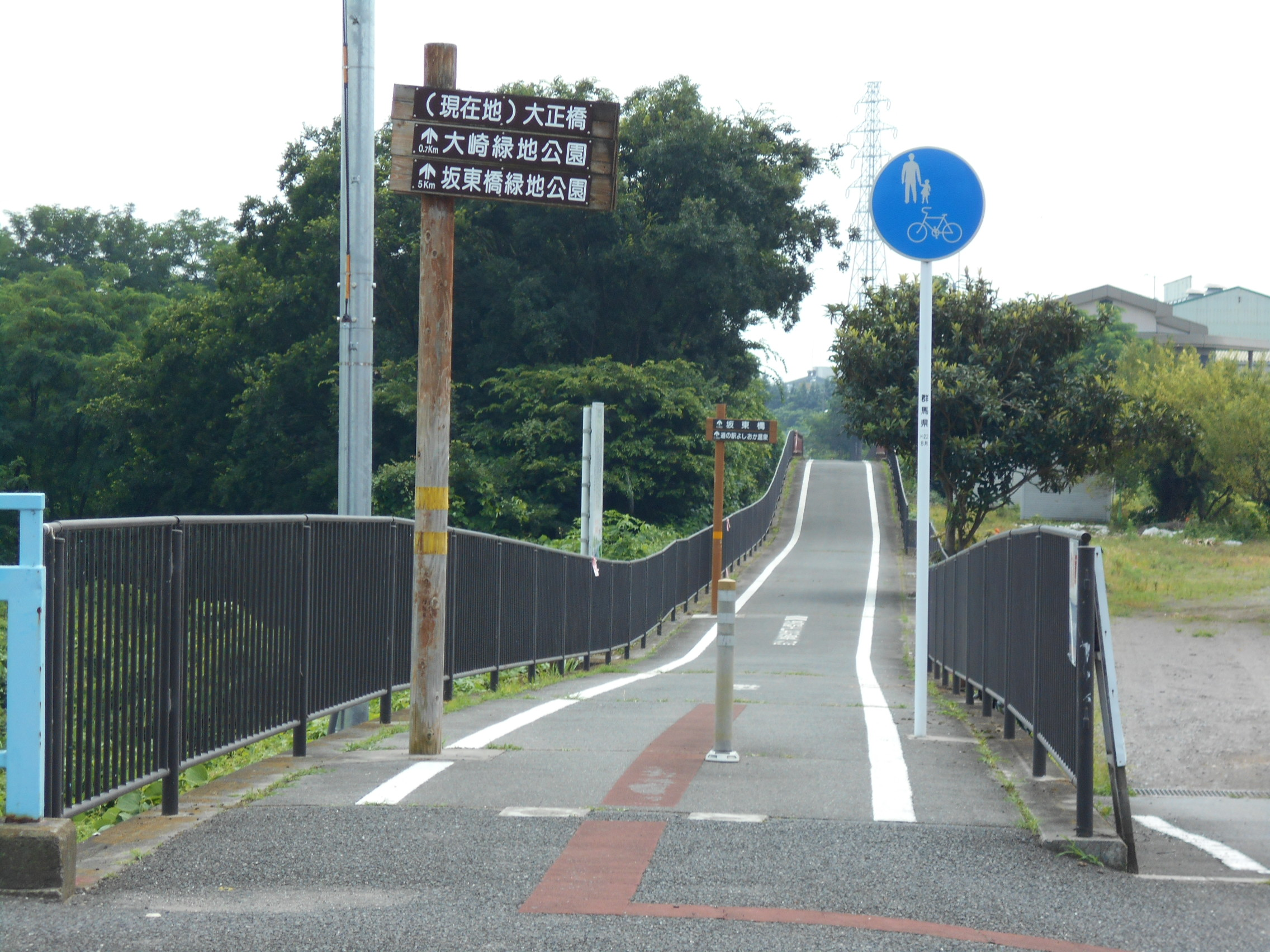
渋川市大正橋付近(2016年7月)

埼玉県道・群馬県道416号利根川自転車道線（さいたまけんどう・ぐんまけんどう416ごう とねがわじてんしゃどうせん）とは、埼玉県久喜市栗橋と群馬県渋川市金井を結ぶ自転車道（自転車歩行者専用道路）である。ほぼ全区間利根川の堤防上を走る。
元々は、群馬県玉村町から渋川市大正橋までの「群馬県道403号玉村渋川自転車道線」として整備されたのが始まりで、後に「利根川自転車道線」に変更され、埼玉県行田市を起点とし、渋川市の吾妻川沿いの吾妻川公園を終点とする長距離県道となった。更に利根サイクリングロード（行田市-加須市）を編入の上、未整備だった区間（加須市-久喜市）が2011年6月1日に開通・延長し、久喜市栗橋の国道4号・国道125号に架かる利根川橋起点に変更した。
なお、県道416号利根川自転車道線としての整備はここまでであるが、利根川橋よりも先、東京都江戸川区の東京湾沿岸に架かる舞浜大橋までサイクリングロードが完備されており、舞浜大橋の対岸千葉県浦安市にある東京ディズニーリゾートを起点とし、旧江戸川・江戸川・利根川沿いに関東平野を縦断する、全長約170kmにも及ぶ長大な「利根川・江戸川サイクリングロード」が構成されている。
利根川自転車道の専用区間であっても規制上は自転車歩行者専用道路であり歩行者が通行できるほか、一部区間においては車道や車道の歩道部が経路となっている箇所もある為、自転車での走行には注意が必要。

## 通過する自治体
埼玉県
- 久喜市
- 加須市
- 羽生市
- 行田市
- 熊谷市
- 深谷市
- 本庄市

群馬県
- 伊勢崎市
- 佐波郡玉村町
- 高崎市
- 前橋市
- 北群馬郡吉岡町
- 渋川市

## 交差する主な道路
- 国道4号（利根川橋） ※起点
- 埼玉県道46号加須北川辺線 （埼玉大橋）
- 東北自動車道
- 国道122号（昭和橋）
- 栃木県道・群馬県道・埼玉県道7号佐野行田線
- 栃木県道・群馬県道・埼玉県道20号足利邑楽行田線（利根大堰）
- 埼玉県道59号羽生妻沼線 ※ 利根大堰付近の堤防が足利邑楽行田線の構造上の問題で、同線と平面交差するのが危険なため、少々堤防下の羽生妻沼線を通る
- 埼玉県道・群馬県道83号熊谷館林線 ※ 熊谷館林線が堤防を越えて河川敷上に経路が続くため平面交差する
- 国道407号（刀水橋）
- 国道17号上武道路（新上武大橋）
- 埼玉県道275号由良深谷線
- 群馬県道・埼玉県道14号伊勢崎深谷線（上武大橋）
- 群馬県道295号境島村今泉線
- 国道462号（坂東大橋） ※ 埼玉県道と群馬県道の境界。自転車道は坂東大橋を渡って対岸へ。
- 国道354号・群馬県道401号高崎伊勢崎自転車道線（重複区間あり）
- 群馬県道40号藤岡大胡線
- 群馬県道24号高崎伊勢崎線
- 関越自動車道
- 群馬県道・埼玉県道13号前橋長瀞線
- 群馬県道27号高崎駒形線
- 群馬県道109号石倉前橋停車場線
- 国道17号（群馬大橋の下を通過）
- 群馬県道10号前橋安中富岡線
- 群馬県道6号前橋箕郷線（大渡橋の下を通過）
- 国道17号前橋渋川バイパス（新坂東橋の下を通過）
- 国道291号（坂東橋の下を通過）
- 関越自動車道
- 国道353号・国道17号・国道291号（大正橋より吾妻新橋交差点から291号に入って150m程の地点まで重複）
- 国道291号（吾妻橋の下を通過）